# Chlebowo, Lubusz
Chlebowo ( în Limba sorabă de jos: Namašklěb, germană Niemaschkleb) este un sat din Polonia, situat în Voievodatul Lubusz, în județul Krosno Odrzańskie, în orașul Gubin, lângă râul Oder, pe Route 138 Gubin - Gorzow Wielkopolski.
În anii 1975-1998 satul aparținea administrativ  de Zielona Gora.

## Galerie imagini

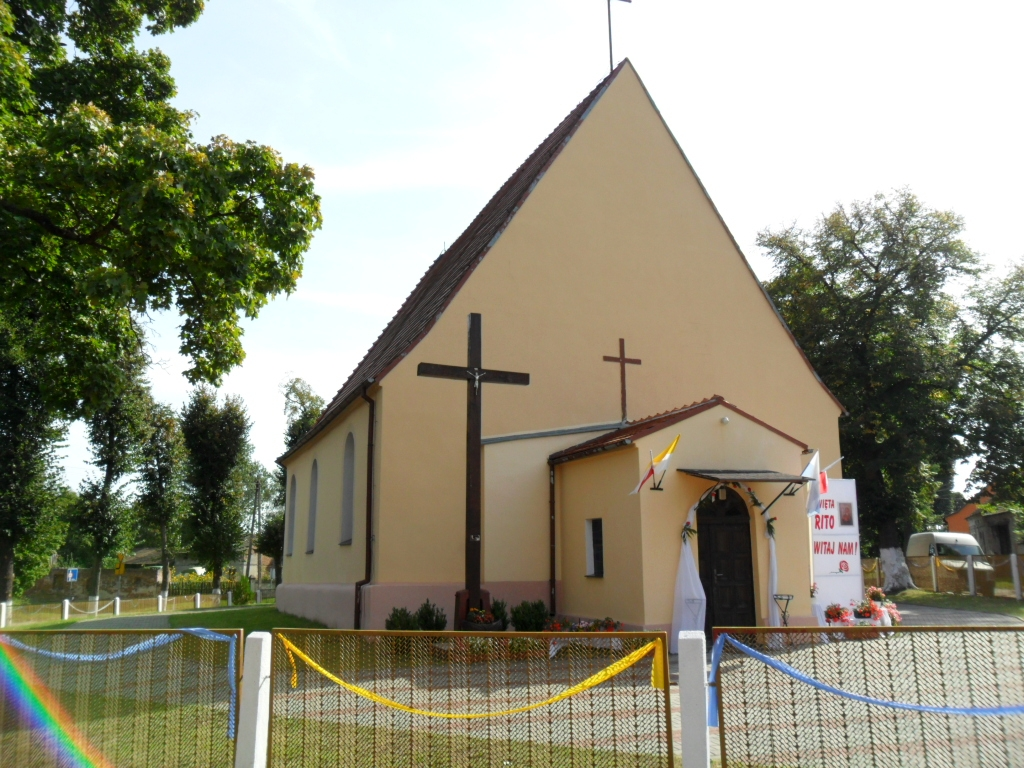
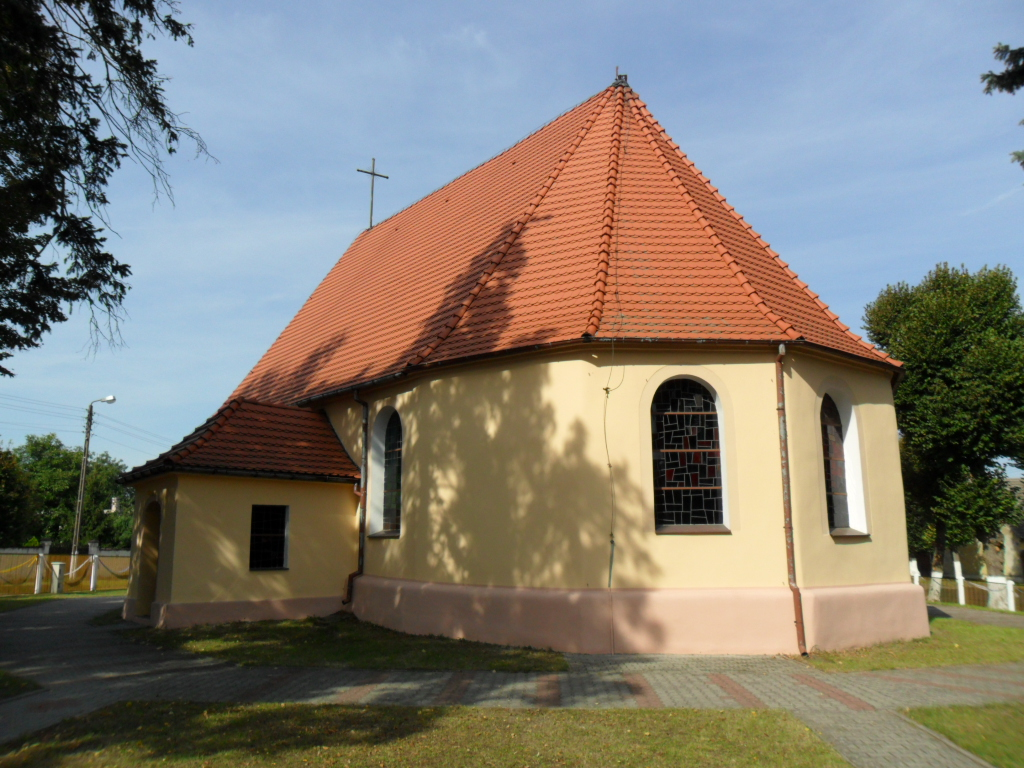
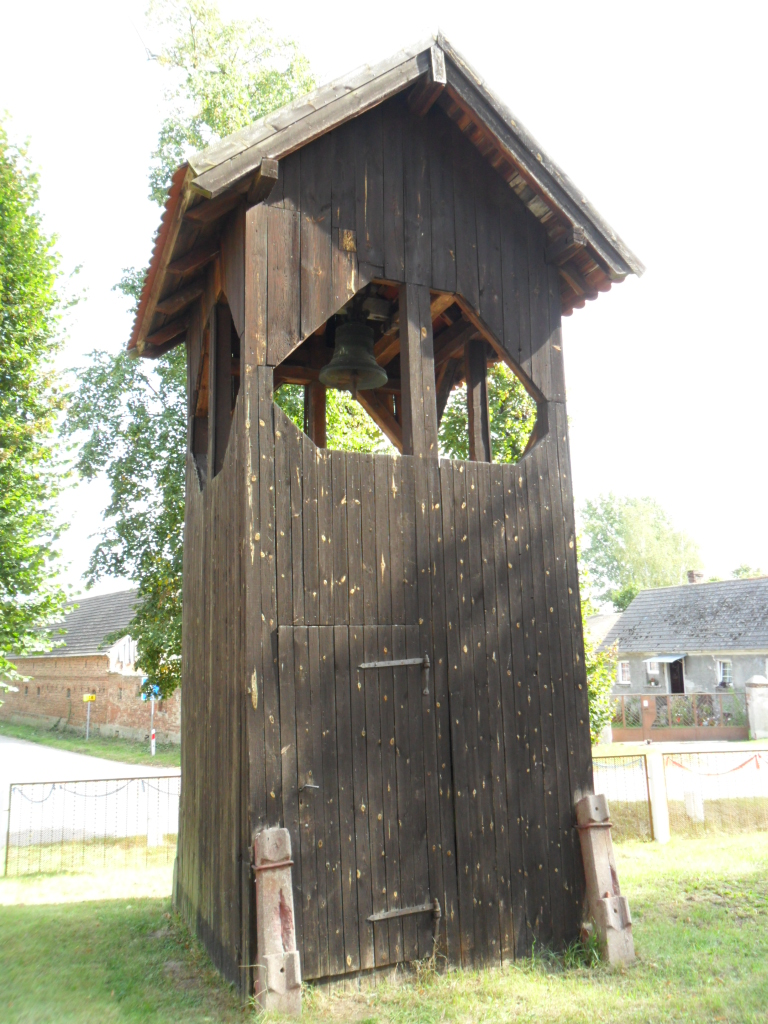

## Bibliografia
- pl Wydawnictwo Gubińskiego Towarzystwa Kultury 1999 r. - Zeszyty Gubińskie nr 5 s.20
- pl Zygmunt Traczyk: Ziemia Gubińska 1939 – 1949…. Gubin: Stowarzyszenie Przyjaciół Ziemi Gubińskiej, 2011, s. 187-200. ISBN 978-83-88059-54-4.
- pl Krzysztof Garbacz: Przewodnik po zabytkach województwa lubuskiego tom 1. Zielona Góra: Agencja Wydawnicza „PDN”, 2011, s. 244. ISBN 978-83-919914-8-2.